# Velika nagrada Nemčije 1994
Velika nagrada Nemčije 1994 je bila deveta dirka Svetovnega prvenstva Formule 1 v sezoni 1994. Odvijala se je 31. julija 1994 na dirkališču Hockenheimring v Hockenheimu. Zmagal je Gerhard Berger, drugo mesto je osvojil Olivier Panis, tretje pa Eric Bernard. Berger je osvojil najboljši štartni položaj, David Coulthard pa postavil najhitrejši krog dirke. 

## Poročilo

### Pred dirko
Ozračje je bilo še vedno napeto po kontroverzni kazni Michaelu Schumacherju na zadnji dirki za Veliko nagrado Velike Britanije, Schumacher je lahko dirkal, ker se je moštvo pritožilo pri FII in je bila kazen zato odložena. Nemčevi navijači naj bi celo poškodovali nekaj moštvenih avtomobilov Williamsa. Prišlo je do novih sprememb pravil, predvsem pomembni novosti sta bili zmanjšanje velikosti zadnjih krilc in uvedba lesene deske pritrjene na dno dirkalnika, ki ob koncu dirke ni smela biti preveč obrabljena, drugače bi bil dirkač diskvalificiran. Nižji dirkalnik je prinašal predvsem višje hitrosti v ovinkih, nove spremembe pa so povzročile tudi, da so dirkalniki bolj drseli v ovinkih. FIA je oznanila tudi, da je na programski opremi Benettona B194 po dirki za Veliko nagrado San Marina odkrila nepravilnosti, Benetton pa je takoj zanikal krivdo.

### Kvalifikacije
Po dolgem času je bila prva vrsta Ferrarijeva, Gerhard Berger pred Jeanom Alesijem, to je bil šele prvi najboljši štartni položaj za Ferrari po štirih letih. Drugo vrsto pa sta zasedla Damon Hill v Williams-Renaultu in Michael Schumacher. Do desetega mesta pa so se zvrstili še Ukjo Katajama, David Coulthard, Mark Blundell, Mika Häkkinen, Heinz-Harald Frentzen in Eddie Irvine.

### Dirka
Na štartu je povedel Berger pred Alesijem, sledil pa jima je Katajama. Za njimi pa je že pred prvim ovinkom prišlo do trčenja, v katerega sta bila najprej udeležena Andrea de Cesaris in Alex Zanardi, nato pa še Pierluigi Martini in Michele Alboreto. Ob vstopu v prvi ovinek je bil Coulthard med Häkkinenom in Blundellom, zato je zadel Finca, ki se je zavrtel, Blundell pa je močno zaviral, zato ga je od zadaj zadel Irvine, povzročil da se je zavrtel, nato ga je zadel Frentzen, nazadnje pa še enkrat Irvine. Pri tem so Häkkinen, Blundell, Frentzen in Irvine zleteli na pesek, s sabo pa odnesli še Barrichella. Še bolj v ozadju je Johnny Herbert zaradi nesreče pred seboj zaviral, zato ga je od zadaj zadel Martin Brundle, nato pa se je Herbert vrtel čez stezo in končal na pesku. 
Alesi je z drugega mesta odstopil že v prvem krogu zaradi okvare motorja. Ob zaviranju pred prvo šikano je Schumacher prehitel Katajamo in se prebil na drugo mesto. Hill je bil četrti, Coulthard s poškodovanim sprednjim krilcem pa peti. V tretji šikani je Hill napadel Katajamo, trčila sta in poškodovala vzmetenje svojih dirkalnikov. Ob koncu prvega kroga je tako vodil Berger, drugi je bil Schumacher, nato pa že z nekaj zaostanka tretji Katajama, ki mu je sledil Olivier Panis z Ligierom. Dirkalo je le še trinajst dirkalnikov. V drugem krogu je Éric Bernard prehitel Verstappna in se prebil na peto mesto, štiri kroge kasneje pa je Katajama veliko izgubil zaradi okvare pedala za plin, zaradi česar se je dvakrat zavrtel v istem krogu. Tako se je na tretje mesto prebil Panis, na četrto pa Bernard. Benettona sta zgodaj prišla na prve postanke v bokse. V petnajstem krogu je ob postanku Verstappna prišlo do večjega požara, pri čemer je bilo lažje opečenih pet mehanikov ter tudi Verstappen. Štiri kroge kasneje je odstopil še drugi Benetton, ko je Schumacherja doletela okvara motorja. Berger je do konca dirke obdržal vodstvo, sledila sta mu oba dirkača Ligiera, Panis in Bernard, nato pa še oba dirkača Footworka, Christian Fittipaldi in Gianni Morbidelli ter kot šesti Eric Comas. To je bila hkrati prva uvrstitev na stopničke kot tudi med dobitnike točk za Panisa in Bernarda, ter prva uvrstitev med dobitnike točk za Fittipaldija.

### Po dirki
Mika Häkkinen, ki je dirkal po dirki za Veliko nagrado Pacifika, kjer je takoj po štartu trčil v Ayrtona Senno, s pogojno superlicenco, je dobil zaradi povzročitve nesreče pred prvim ovinkom dirke prepoved nastopa na eni dirki. 

## Rezultati

### Kvalifikacije
| Poz | Št | Dirkač                | Konstruktor       | Čas      | Zaostanek |
| --- | -- | --------------------- | ----------------- | -------- | --------- |
| 1   | 28 | Gerhard Berger        | Ferrari           | 1:43,582 |           |
| 2   | 27 | Jean Alesi            | Ferrari           | 1:44,012 | +0,430    |
| 3   | 0  | Damon Hill            | Williams-Renault  | 1:44,026 | +0,444    |
| 4   | 5  | Michael Schumacher    | Benetton-Ford     | 1:44,268 | +0,686    |
| 5   | 3  | Ukjo Katajama         | Tyrell-Yamaha     | 1:44,718 | +1,136    |
| 6   | 2  | David Coulthard       | Williams-Renault  | 1:45,146 | +1,564    |
| 7   | 4  | Mark Blundell         | Tyrrell-Yamaha    | 1:45,474 | +1,892    |
| 8   | 7  | Mika Häkkinen         | McLaren-Peugeot   | 1:45,487 | +1,905    |
| 9   | 30 | Heinz-Harald Frentzen | Sauber-Mercedes   | 1:45,893 | +2,311    |
| 10  | 15 | Eddie Irvine          | Jordan-Hart       | 1:45,911 | +2,329    |
| 11  | 14 | Rubens Barrichello    | Jordan-Hart       | 1:45,939 | +2,357    |
| 12  | 26 | Olivier Panis         | Ligier-Renault    | 1:46,185 | +2,603    |
| 13  | 8  | Martin Brundle        | McLaren-Peugeot   | 1:46,218 | +2,636    |
| 14  | 25 | Éric Bernard          | Ligier-Renault    | 1:46,290 | +2,708    |
| 15  | 12 | Johnny Herbert        | Lotus-Mugen-Honda | 1:46,630 | +3,048    |
| 16  | 10 | Gianni Morbidelli     | Footwork-Ford     | 1:46,817 | +3,235    |
| 17  | 9  | Christian Fittipaldi  | Footwork-Ford     | 1:47,102 | +3,520    |
| 18  | 29 | Andrea de Cesaris     | Sauber-Mercedes   | 1:47,235 | +3,653    |
| 19  | 6  | Jos Verstappen        | Benetton-Ford     | 1:47,316 | +3,734    |
| 20  | 23 | Pierluigi Martini     | Minardi-Ford      | 1:47,402 | +3,820    |
| 21  | 11 | Alessandro Zanardi    | Lotus-Mugen-Honda | 1:47,425 | +3,843    |
| 22  | 20 | Érik Comas            | Larrousse-Ford    | 1:48,229 | +4,647    |
| 23  | 24 | Michele Alboreto      | Minardi-Ford      | 1:48,295 | +4,713    |
| 24  | 19 | Olivier Beretta       | Larrousse-Ford    | 1:48,681 | +5,099    |
| 25  | 31 | David Brabham         | Simtek-Ford       | 1:48,870 | +5,288    |
| 26  | 32 | Jean-Marc Gounon      | Simtek-Ford       | 1:49,204 | +5,622    |
| DNQ | 33 | Paul Belmondo         | Pacific-Ilmor     | 1:51,122 | +7,540    |
| DNQ | 34 | Bertrand Gachot       | Pacific-Ilmor     | 1:51,292 | +7,710    |

### Dirka
| Poz | Št | Dirkač                | Konstruktor       | Krogi | Čas/Odstop    | Št. m. | Toč |
| --- | -- | --------------------- | ----------------- | ----- | ------------- | ------ | --- |
| 1   | 28 | Gerhard Berger        | Ferrari           | 45    | 1:22:37,272   | 1      | 10  |
| 2   | 26 | Olivier Panis         | Ligier-Renault    | 45    | + 54,779 s    | 12     | 6   |
| 3   | 25 | Eric Bernard          | Ligier-Renault    | 45    | + 1:05,421    | 14     | 4   |
| 4   | 9  | Christian Fittipaldi  | Footwork-Ford     | 45    | + 1:21,609    | 17     | 3   |
| 5   | 10 | Gianni Morbidelli     | Footwork-Ford     | 45    | + 1:30,544    | 16     | 2   |
| 6   | 20 | Eric Comas            | Larrousse-Ford    | 45    | + 1:45,445    | 22     | 1   |
| 7   | 19 | Olivier Beretta       | Larrousse-Ford    | 44    | +1 krog       | 24     |     |
| 8   | 0  | Damon Hill            | Williams-Renault  | 44    | +1 krog       | 3      |     |
| Ods | 32 | Jean-Marc Gounon      | Simtek-Ford       | 39    | Motor         | 26     |     |
| Ods | 31 | David Brabham         | Simtek-Ford       | 37    | Sklopka       | 25     |     |
| Ods | 5  | Michael Schumacher    | Benetton-Ford     | 20    | Motor         | 4      |     |
| Ods | 8  | Martin Brundle        | McLaren-Peugeot   | 19    | Motor         | 13     |     |
| Ods | 2  | David Coulthard       | Williams-Renault  | 17    | El. sistem    | 6      |     |
| Ods | 6  | Jos Verstappen        | Benetton-Ford     | 15    | Ogenj         | 19     |     |
| Ods | 3  | Ukjo Katajama         | Tyrrell-Yamaha    | 6     | Pedal za plin | 5      |     |
| Ods | 27 | Jean Alesi            | Ferrari           | 1     | El. sistem    | 2      |     |
| Ods | 4  | Mark Blundell         | Tyrrell-Yamaha    | 0     | Trčenje       | 7      |     |
| Ods | 7  | Mika Häkkinen         | McLaren-Peugeot   | 0     | Trčenje       | 8      |     |
| Ods | 30 | Heinz-Harald Frentzen | Sauber-Mercedes   | 0     | Trčenje       | 9      |     |
| Ods | 15 | Eddie Irvine          | Jordan-Hart       | 0     | Trčenje       | 10     |     |
| Ods | 14 | Rubens Barrichello    | Jordan-Hart       | 0     | Trčenje       | 11     |     |
| Ods | 12 | Johnny Herbert        | Lotus-Mugen-Honda | 0     | Trčenje       | 15     |     |
| Ods | 29 | Andrea de Cesaris     | Sauber-Mercedes   | 0     | Trčenje       | 18     |     |
| Ods | 23 | Pierluigi Martini     | Minardi-Ford      | 0     | Trčenje       | 20     |     |
| Ods | 11 | Alessandro Zanardi    | Lotus-Mugen-Honda | 0     | Trčenje       | 21     |     |
| Ods | 24 | Michele Alboreto      | Minardi-Ford      | 0     | Trčenje       | 23     |     |
| DNQ | 33 | Paul Belmondo         | Pacific-Ilmor     |       |               |        |     |